# شيكني شاميلي
شيكني شاميلي (بالإنجليزية: Chikni Chameli)‏ هي أغنية من الفيلم الهندي Agneepath، وقد تم تسجيل الأغنية في استديوهات سوني للترفيه الموسيقي، وقامت بالأداء الصوتي المغنية شريا غوشال وكليب الأغنية من إخراج كاران مالهوترا وذلك ضمن سلسلة إخراج الفيلم، أما الإنتاج فعاد للمنتج والمخرج كاران جوهر.
ويحتوي فيديو الأغنية على رقصات من تأليف غانيش أشاريا وأداء كاترينا كيف، بالإضافة إلى ظهور الممثلين سانجاي دوت و هريتيك روشان كونهما بطلا الفيلم.

كاترينا كيف والممثلين هريتيك روشان وسانجاي دوت أثناء تصوير كليب الأغنية